# Ranpirnase
Ranpirnase là một loại enzyme ribonuclease có trong noãn bào của ếch Rana pipiens. Ranpirnase là một thành viên thuộc siêu họ protein ribonuclease tụy (RNase A), có chức năng giáng hóa các chất nền RNA với trình tự acid nucleic ưu tiên cho nucleotide uracil và guanine. Ranpirnase và amphinase (một ribonuclease khác của loài ếch Rana pipiens) được nghiên cứu để tìm phương pháp điều trị ung thư và kháng virút tiềm năng do cơ chế bất thường khi gây độc tế bào có khả năng kháng virút và tấn công tế bào bị biến đổi.
Các nhà khoa học tại TamirBio, một công ty công nghệ sinh học (trước đây là Alfacell Corporation) phát hiện ra ranpirnase. Hai thử nghiệm lâm sàng Pannon  (Onconase), và TMR004 đã được tiến hành. Cơ chế hoạt động của ranpirnase được cho là do con đường can thiệp RNA, có khả năng thông qua việc phân cắt phân tử siRNA; phân cắt RNA vận chuyển; và can thiệp vào con đường NF-κB. Hiện tại (tính đến tháng 3 năm 2020) Ranpirnase đang được thử nghiệm lâm sàng như một loại thuốc kháng virút tiềm năng.